# María Luisa Mayol
Luisa Mayol Labbé (née en 1981 à Santiago du Chili) est une actrice et commentatrice chilienne.

## Télévision
| Telenovelas             | Telenovelas           | Telenovelas                 | Telenovelas                 |
| Année                   | Telenovela            | Personnage                  | Télédiffuseur               |
| ----------------------- | --------------------- | --------------------------- | --------------------------- |
| 2011                    | Esperanza             | Dolores "Luly" Fernández    | TVN                         |
| 2014                    | No abras la puerta    | Soledad Vivanco             | TVN                         |
| Séries et Unitaires     |                       |                             |                             |
| Année                   | Série                 | Personnage                  | Télédiffuseur               |
| 2005-2006               | Magi-K                | Matilde                     | Mega                        |
| 2007                    | Huaiquimán y Tolosa   | ?                           | Canal 13                    |
| 2009                    | Nadie me entiende     | Estíbaliz                   | Canal 13                    |
| 2010                    | Los 80                | Mère de Paty                | Canal 13                    |
| 2012                    | Teatro en Chilevisión | ?                           | Chilevisión                 |
| Émissions de télévision |                       |                             |                             |
| Année                   | Émission              | Rôle                        | Télédiffuseur               |
| 2010                    | CQC                   | Concours de Reporters       | Mega                        |
| 2011                    | Club Falabella TV     | Panéliste                   | UCV Televisión Falabella TV |
| 2011                    | Mujeres Primero       | Panéliste                   | La Red                      |
| 2011-2012               | Intrusos              | Commentatrice de spectacles | La Red                      |
| 2012                    | Los Profesionales     | Panéliste                   | La Red                      |
| 2012                    | Pareja perfecta       | Invitée                     | Canal 13                    |
| 2012-2013               | Primer plano          | Commentatrice de spectacles | Chilevisión                 |
| 2013                    | Vive Viña en TVN      | Commentatrice de spectacles | TVN                         |